# Coupe d'Allemagne féminine de football 2022-2023
Navigation
Édition précédente Édition suivante
Le DFB-Pokal Frauen 2022-2023 est la 43e édition de la Coupe d'Allemagne féminine.
Il s'agit d'une compétition à élimination directe ouverte aux clubs évoluant cette saison ou ayant évolué la saison passée en Frauen-Bundesliga ou 2. Frauen-Bundesliga ainsi qu'aux vainqueurs de coupes régionales de la saison précédente. Elle est organisée par la Fédération allemande de football (DFB).
La finale a lieu le 18 mai 2023 au RheinEnergieStadion à Cologne.

## Calendrier de la compétition
| Tour                                                                                   | Nom                 | Dates retenues                             | Équipes participantes | Équipes restantes |
| -------------------------------------------------------------------------------------- | ------------------- | ------------------------------------------ | --------------------- | ----------------- |
| 1                                                                                      | Premier tour        | Les 20 août 2022 au 22 août 2022           | 32                    | 16                |
| (entrée en lice des douze équipes de Frauen-Bundesliga 2021-2022) plus les deux promus |                     |                                            |                       |                   |
| 2                                                                                      | Deuxième tour       | Les 10 septembre 2022 au 12 septembre 2022 | 32                    | 16                |
| 3                                                                                      | Huitièmes de finale | Les 19 novembre 2022 au 21 novembre 2022   | 16                    | 8                 |
| 4                                                                                      | Quarts de finale    | Les 28 février 2023 et 1er mars 2023       | 8                     | 4                 |
| 5                                                                                      | Demi-finales        | Le 15 avril 2022 et 16 avril 2023          | 4                     | 2                 |
| 6                                                                                      | Finale              | Le 18 mai 2023                             | 2                     | 1                 |

## Premier tour
Tirage au sort le 1er juillet 2022.
| Date       | Club                      | Score                | Club                         |
| ---------- | ------------------------- | -------------------- | ---------------------------- |
| 22/08/2022 | Holstein Kiel (D3)        | 1 - 2                | VfL Bochum (D3)              |
| 21/08/2022 | Magdeburger FFC (D3)      | 3 - 1                | SpVg Berghofen (D3)          |
| 21/08/2022 | Rostocker FC (D3)         | 0 - 9                | FSV Gütersloh (D2)           |
| 21/08/2022 | Türkiyemspor Berlin (D3)  | 6 - 1                | Eimsbütteler TV (D3)         |
| 21/08/2022 | VfL Jesteburg (D3)        | 3 - 4 ap             | SV Henstedt-Ulzburg (D3)     |
| 20/08/2022 | ATS Buntentor (D3)        | 3 - 3 ap (2 - 0 tab) | Hambourg SV (D3)             |
| 21/08/2022 | FC Stahl Brandenburg (D4) | 0 - 7                | FC Viktoria 1889 Berlin (D3) |
| 21/08/2022 | VfR Warbeyen (D3)         | 1 - 2                | Borussia Bocholt (D2)        |
| 21/08/2022 | Saalfeld Titans (D4)      | 1 - 11               | Karlsruher SC (D3)           |
| 21/08/2022 | SV Elversberg (D3)        | 3 - 0                | 1. FFC 08 Niederkirchen (D3) |
| 21/08/2022 | SV 67 Weinberg (D3)       | 4 - 1                | SC 13 Bad Neuenahr (D3)      |
| 21/08/2022 | 1. FC Sarrebruck (D3)     | 3 - 2                | SV Hegnach (D3)              |
| 21/08/2022 | SC Fortuna Köln (D3)      | 4 - 0                | Chemnitzer FC (D4)           |
| 21/08/2022 | 1. FC Riegelsberg (D3)    | 0 - 3                | 1. FC Nuremberg (D3)         |
| 21/08/2022 | TSV Jahn Calden (D3)      | 2 - 0                | Alemannia Zähringen (D4)     |
| 21/08/2022 | FFC Wacker Munich (D3)    | 0 - 0 ap (4 - 5 tab) | FC Ingolstadt (D2)           |

## Deuxième tour
| Date       | Club                         | Score                | Club                     |
| ---------- | ---------------------------- | -------------------- | ------------------------ |
| 11/09/2022 | 1. FC Sarrebruck (D3)        | 1 - 7                | TSG Hoffenheim (D1)      |
| 11/09/2022 | VfL Bochum (D3)              | 0 - 1                | SV Meppen (D1)           |
| 11/09/2022 | FSV Gütersloh (D2)           | 2 - 8                | VfL Wolfsburg (D1)       |
| 11/09/2022 | Magdeburger FFC (D3)         | 0 - 5                | MSV Duisbourg (D1)       |
| 11/09/2022 | TSV Jahn Calden (D3)         | 1 - 4                | Bayer 04 Leverkusen (D1) |
| 11/09/2022 | SV 67 Weinberg (D3)          | 0 - 7                | Eintracht Francfort (D1) |
| 11/09/2022 | ATS Buntentor (D3)           | 1 - 6                | SG Essen-Schönebeck (D1) |
| 11/09/2022 | FC Viktoria 1889 Berlin (D3) | 4 - 4 ap (2 - 3 tab) | FFC Turbine Potsdam (D1) |
| 11/09/2022 | Karlsruher SC (D3)           | 1 - 2                | 1. FC Nuremberg (D3)     |
| 10/09/2022 | SC Fortuna Köln (D3)         | 0 - 1                | SC Sand (D2)             |
| 11/09/2022 | SV Henstedt-Ulzburg (D3)     | 0 - 3                | Werder Brême (D1)        |
| 11/09/2022 | SG 99 Andernach (D2)         | 2 - 3 ap             | SC Fribourg (D1)         |
| 11/09/2022 | Borussia Bocholt (D3)        | 1 - 2                | FC Carl Zeiss Iéna (D3)  |
| 12/09/2022 | FC Ingolstadt (D2)           | 0 - 7                | Bayern Munich (D1)       |
| 11/09/2022 | SV Elversberg (D3)           | 0 - 8                | FC Cologne (D1)          |
| 11/09/2022 | Türkiyemspor Berlin (D3)     | 0 - 6                | RB Leipzig (D2)          |

## Huitièmes de finale
| Date       | Club                     | Score    | Club                     |
| ---------- | ------------------------ | -------- | ------------------------ |
| 19/11/2022 | MSV Duisbourg (D1)       | 0 - 7    | Bayern Munich (D1)       |
| 19/11/2022 | SG Essen-Schönebeck (D1) | 1 - 0    | Werder Brême (D1)        |
| 19/11/2022 | RB Leipzig (D2)          | 2 - 1    | Eintracht Francfort (D1) |
| 19/11/2022 | FC Carl Zeiss Iéna (D3)  | 4 - 2    | SC Sand (D2)             |
| 20/11/2022 | SC Fribourg (D1)         | 1 - 0    | SV Meppen (D1)           |
| 20/11/2022 | FFC Turbine Potsdam (D1) | 1 - 2 ap | FC Cologne (D1)          |
| 20/11/2022 | TSG Hoffenheim (D1)      | 3 - 0    | Bayer 04 Leverkusen (D1) |
| 20/11/2022 | 1. FC Nuremberg (D3)     | 0 - 6    | VfL Wolfsburg (D1)       |

## Quarts de finale
| Date       | Club                    | Score | Club                     |
| ---------- | ----------------------- | ----- | ------------------------ |
| 28/02/2022 | FC Cologne (D1)         | 0 - 4 | VfL Wolfsburg (D1)       |
| 28/02/2022 | TSG Hoffenheim (D1)     | 0 - 2 | Bayern Munich (D1)       |
| 28/02/2022 | RB Leipzig (D2)         | 6 - 1 | SG Essen-Schönebeck (D1) |
| 28/02/2022 | FC Carl Zeiss Iéna (D2) | 0 - 4 | SC Fribourg (D1)         |

## Demi-finales
| Date       | Club               | Score | Club               |
| ---------- | ------------------ | ----- | ------------------ |
| 16/04/2023 | Bayern Munich (D1) | 0 - 5 | VfL Wolfsburg (D1) |
| 16/04/2023 | RB Leipzig (D2)    | 0 - 1 | SC Fribourg (D1)   |

## Finale
| 18 mai 2023 à 16h45 | VfL Wolfsburg (D1) | 4 - 1   | SC Fribourg (D1) | RheinEnergieStadion, Cologne |                      |
|                     |                    | (1 - 1) |                  | Spectateurs : 44 808         | Spectateurs : 44 808 |